# 항얀벵

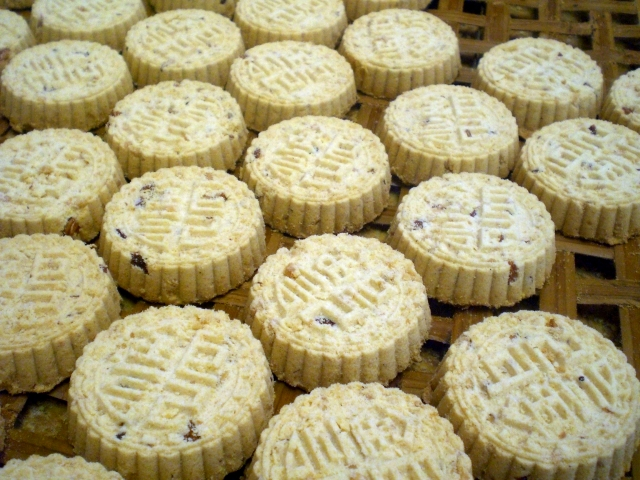
항얀벵

항얀벵(광둥어: 杏仁餅, 월병: hang6 jan4 beng2, 중국어 간체자: 杏仁饼, 병음: xìngrén bĭng 싱런빙[*], 한자음: 행인병, 직역: 살구씨 과자)은 중국식 가루 반죽 과자이다. 영어권에서는 아몬드 비스킷(almond biscuit)이나 아몬드 쿠키(almond cookie)로도 알려져 있지만 이름과는 달리 아몬드가 아니라 살구씨(행인)를 넣어 만든다. 짧은 시간에 간단히 준비해 오븐에 구워 만들 수 있는 영양 간식이다.